# Eero Koivistoinen

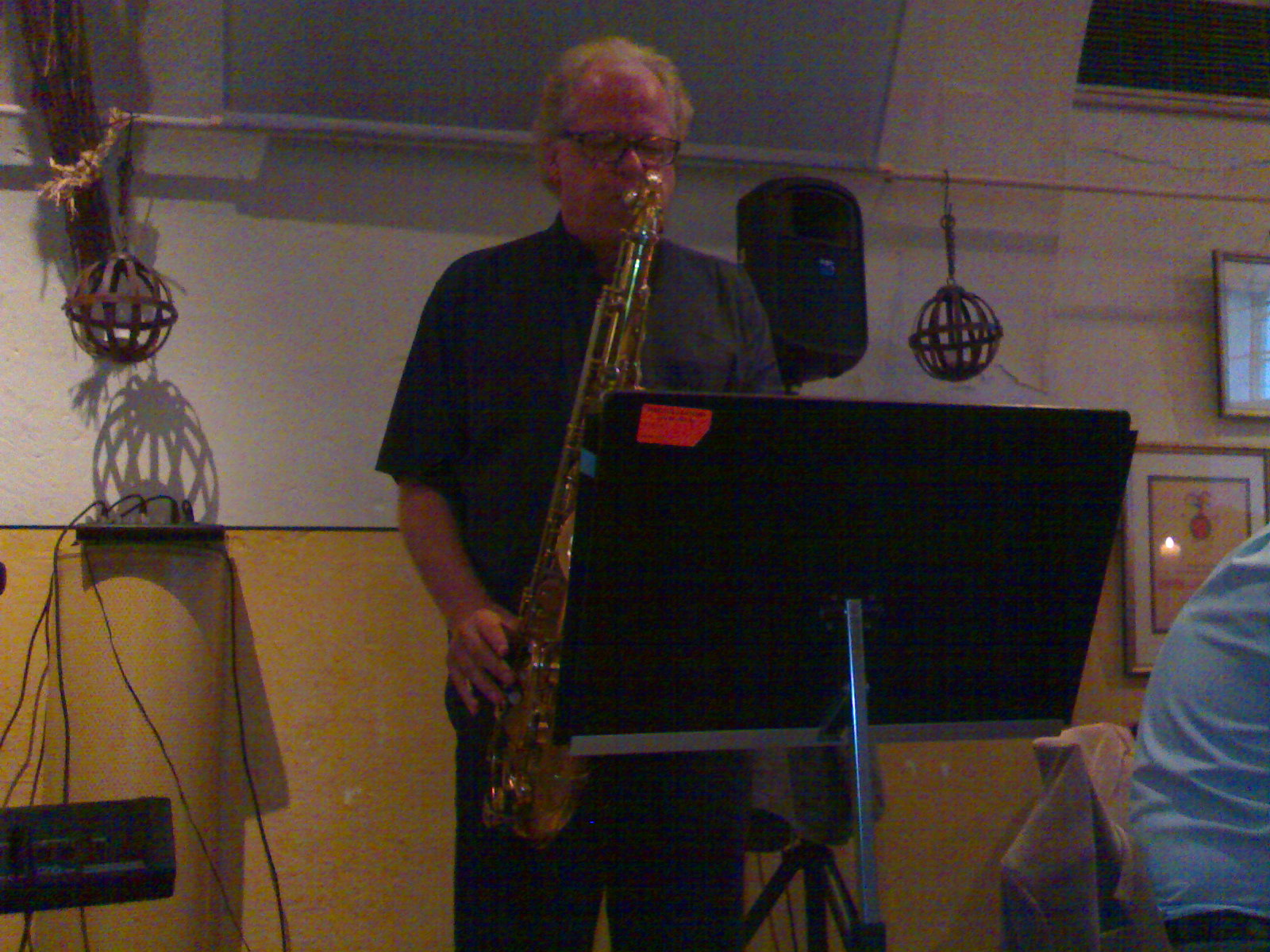
Eero Koivistoinen.

Eero Uolevi Koivistoinen, född 13 januari 1946 i Helsingfors, är en finländsk jazzmusiker, kompositör och arrangör. 
Koivistoinen, som spelar saxofon, hör till den finländska jazzens nyskapare och mest produktiva kompositörer. Han är en banbrytare inom fusionsjazzen. Under årens lopp har hans musik också hämtat intryck från finsk folkton och afrikansk musik. Han har komponerat bland annat  storbands- och orkesterverk, barnvisor och filmmusik; till de viktigare hör det prisbelönta orkesterverket Ultima Thule (1981). Koivistoinen var med om att grunda orkestern UMO Jazz Orchestra och var dess konstnärlige ledare 1996–1998. Han har spelat med utländska musiker och utgett drygt 20 skivalbum under eget namn.
År 1967 erhöll han det första Yrjöpriset, som utdelas av Finlands jazzförbund för förtjänstfulla insatser inom finländsk jazz och 1969 vann hans kvartett ensembletävlingen vid jazzfestivalen i Montreux.